# フィル・バブ
フィリップ・アンドリュー・バブ（Philip Andrew Babb、1970年11月30日 - ）は、イングランド・ランベス出身の元サッカー選手、元サッカー指導者。ポジションはディフェンダー。元アイルランド代表。

## 経歴

### クラブ
ロンドンのランベスに生まれ、ミルウォールFCの下部組織で育成された。1992年7月、すでにブラッドフォード・シティAFCで選手としての経験を積んだバブは、コヴェントリー・シティFCに50万ポンドで移籍した。コヴェントリーにて2シーズンを過ごした後、当時のDFにおけるイングランド記録となる360万ポンドでリヴァプールFCに引き抜かれた。
リヴァプールには6シーズン在籍し、公式戦通算170試合出場1ゴールを記録した。この1ゴールは1996年9月の古巣コヴェントリー戦のものである。1998年10月4日、この日チェルシーFCと対戦したバブは、前半24分にボールをクリアしようとして、自陣のゴールポストに激突。尾骨を骨折し、約1ヶ月の離脱となってしまった。2000年には、トレンメア・ローヴァーズFCへ1ヶ月の短期契約でレンタル移籍し、クラブのEFLカップ決勝進出に大きく貢献したが、決勝戦開催前に保有元のリヴァプールにレンタルバックされたことで決勝戦を戦えなかった。
2000年7月、フリーでポルトガルのスポルティングCPに加入した。2シーズン目には公式戦37試合に出場してクラブのリーグ優勝と国内カップ制覇に携わった。スポルティング退団後はイングランドに復帰し、サンダーランドAFCに所属することになった。現役ラストクラブとなったサンダーランドでは2シーズンプレーし、1シーズン目には2部降格を経験するが、2シーズン目に1部昇格プレーオフ準優勝のところまでクラブを導き、あと一歩のところで昇格を逃した。

### 代表
アイルランド国籍も保持していたバブは1994年から招集に応じ、1994 FIFAワールドカップでの4試合を含む35キャップを記録した。2000年8月、同僚のマーク・ケネディとともに、泥酔状態で口喧嘩に発展した一連の事件の被疑者として裁判所に出廷した。
代表ラストキャップは2002年9月2日のUEFA EURO 2004予選でのロシア戦だった。後半35分から出場したバブだったが、GKシェイ・ギヴンに送ったファーストタッチがミスパスになり、そのままゴールへ流れ、オウンゴールとなってしまった。

## タイトル

### クラブ
リヴァプールFC
- EFLカップ : 1回 (1994-95)

スポルティングCP
- プリメイラ・リーガ : 1回　(2001-02)
- タッサ・デ・ポルトガル : 1回 (2001-02)